# Psamathocrita
Psamathocrita é um gênero de traça pertencente à família Agonoxenidae.